# Prix de Lausanne

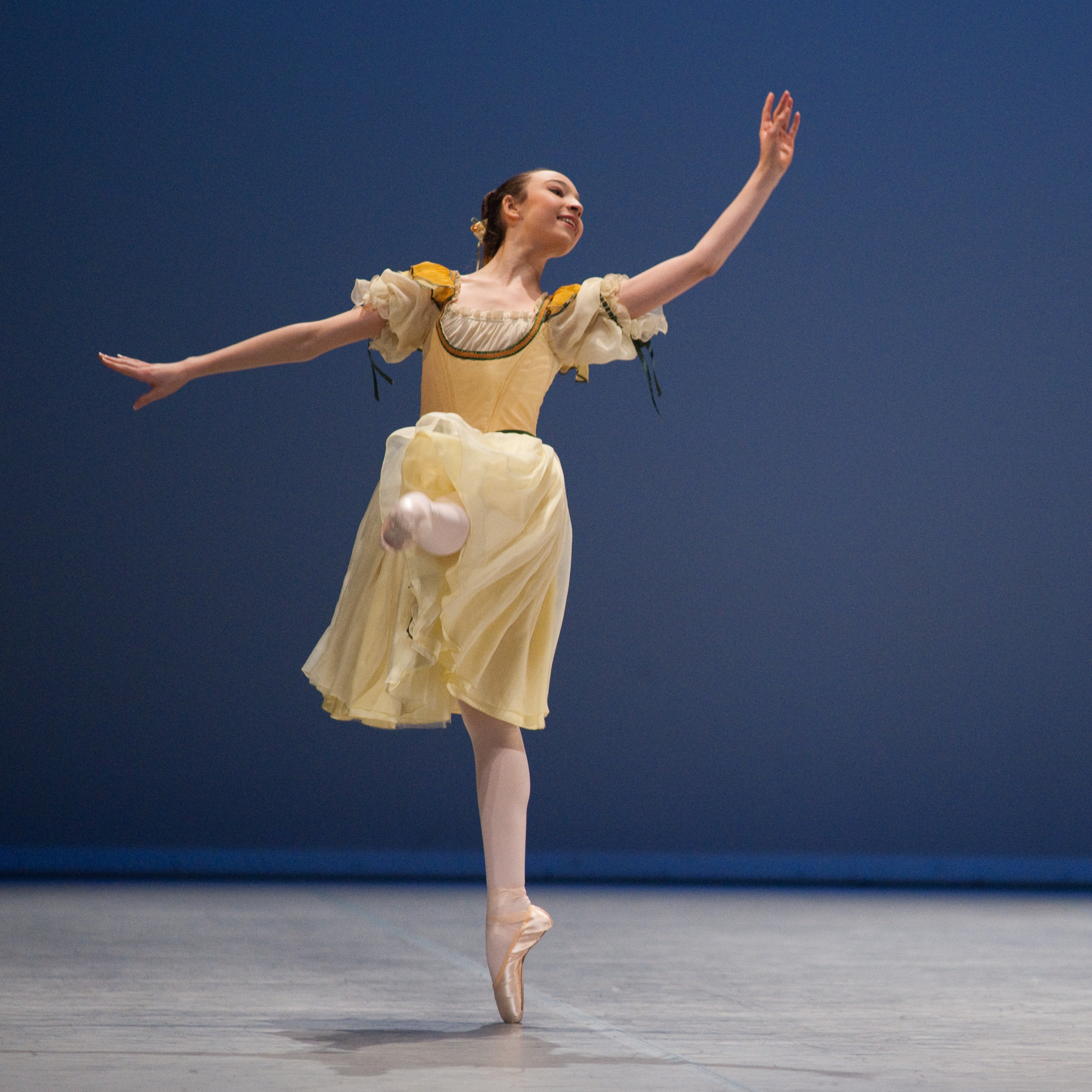
Alexandra Valavanis als Swanilda in Coppélia beim Prix de Lausanne 2010, gewann den Preis für die beste Schweizer Kandidatur

Der Prix de Lausanne ist weltweit einer der berühmtesten Wettbewerbe für junge Tänzer, der jährlich im schweizerischen Lausanne stattfindet. In den letzten 30 Jahren war er für viele der Auslöser einer Karriere im Bereich des Bühnentanzes. Der Prix de Lausanne ist eine gemeinnützige Stiftung unter der Obhut der Fondation en faveur de l’art chorégraphique. Die Preise werden von verschiedenen Sponsoren, Stiftungen und Spendern finanziert.

## Geschichte
Der Prix de Lausanne wurde 1973 von einem Schweizer Industriellen, Philippe Braunschweig (* 1928; † 3. April 2010), und seiner Frau Elvire Braunschweig-Krémis ins Leben gerufen. Braunschweig selbst war nicht Tänzer, jedoch schon seit seiner Jugend am Tanz interessiert. Elvire hatte in der Sowjetunion eine Tanzausbildung absolviert.
Ziel des Prix de Lausanne sollte es sein, vor allem angehende Tänzer von kleineren regionalen Schulen finanziell zu unterstützen und ihnen eine professionelle Ausbildung zu ermöglichen.
Der erste Wettbewerb um den gestifteten Preis fand vom 19.–21. Januar 1973 in Lausanne statt. Das Regelwerk wurde von Rosella Hightower und Maurice Béjart verfasst.
Aus der kleinen Veranstaltung ist mittlerweile eine international bekannte Institution geworden, an der Kandidaten aus der ganzen Welt teilnehmen. In den letzten Jahren ist vor allem die Zahl der ostasiatischen Teilnehmer stark angestiegen. Die Stiftung kam diesem Trend entgegen, indem sie eine Zweigstelle in Japan einrichtete.
1997 übergaben die Braunschweigs die Leitung des Prix an ein Komitee bestehend aus dem Schweizer Staatssekretär Franz Blankart und einer Gruppe künstlerischer Sachverständiger unter der Leitung von Jan Nuyts. Philippe und Elvire Braunschweig waren weiterhin in beratender Funktion tätig.

## Wettbewerb

### Jury
Die Jury besteht aus neun Personen, die entweder selbst Gewinner des Prix de Lausanne waren oder mit den Partnerschulen des Prix de Lausanne in Verbindung stehen.
Bewertet werden folgende Kriterien:
- künstlerische Fertigkeiten
- körperliche Eignung
- Mut und Individualität
- sensibler und kreativer Umgang mit der Musik
- Umgang mit Bewegungsinhalt und -dynamik
- technische Fertigkeiten

### Zugang
(Daten für den Prix de Lausanne 2009)
Der Zugang zum Prix de Lausanne ist beschränkt auf Tanzstudenten im Alter zwischen 15 und 18 Jahren, die sich noch nicht in beruflicher Beschäftigung befinden. Es können Kandidaten aller Nationalitäten antreten.
Die Teilnehmer müssen eine ca. 15-minütige, uneditierte, Videodatei hochladen, auf der sie verschiedene Teile des Balletttrainings und eine Kombination des Modernen Tanzes zeigen. Weiterhin sind diverse persönliche Dokumente und medizinische Tests vorzuweisen. Außerdem ist ein Startgeld zu entrichten.

### Selektion
(Daten für den Prix de Lausanne 2009)
In einer viertägigen Präsentation müssen sich die Kandidaten in den Fächern klassischer Tanz, moderner Tanz und Variation vor der Jury beweisen. Daraufhin wählt die Jury ungefähr 20 Kandidaten für das Finale aus.
Schon das Halbfinale findet vor öffentlichem Publikum statt, wobei Applaus strikt verboten ist, um weder Kandidaten noch Jury zu stören. In der Realität jedoch ist stets ein Raunen zu vernehmen, anhand dessen sich die Kandidaten ein gewisses Bild ihres Erfolges machen können.

### Finale
Das Finale des Prix de Lausanne findet stets an einem Sonntag statt und ist für das öffentliche Publikum zugänglich.
Die Teilnehmer zeigen je eine klassische und eine moderne Variation.
2009 stehen als moderne Variation ausschließlich Soli des Choreografen John Neumeier zur Auswahl.

## Preise
Jährlich werden beim Prix de Lausanne bis zu 6 Gewinner gekürt, die Auszeichnungen in Form von Medaillen und Urkunden erhalten. Außerdem werden die unten genannten Stipendien an die Gewinner verteilt.
Die Goldmedaille wird nicht bei jedem Wettbewerb vergeben. Gewinner müssen außerordentliches Talent in allen Disziplinen bewiesen haben.
- Stipendien
  - Scholarship: ein Jahr freier Unterricht an einer Partnerschule des Prix de Lausanne inklusive einer Rente von insgesamt 16.000 Schweizer Franken
  - Apprentice Scholarship: einjähriges Praktikum bei einer Partnerkompanie des Prix de Lausanne inklusive einer Rente von insgesamt 16.000 Schweizer Franken
- Preis für Modernen Tanz

kostenlose Teilnahme an einem Sommerkurs für modernen Tanz an einer Partnerschule des Prix de Lausanne
- Preis für den besten Schweizer Kandidaten